# Sporto Kantes
Sporto Kantes è un gruppo musicale francese di genere Drum and bass, attivo dagli anni '90.

## Storia
La band nasce dall'incontro di Benjamin Sportes e Nicolas Kantorovwicz, il bassista dei Wampas. Gli Sportes hanno suonato rockabilly degli anni ottanta con Eduardo Leal de Gala (Wreckless Eric / Ltno & GALA and The Muzer) e Kantorovwicz Trash, ma suonano un misto di generi nel loro album: dub, il jazz, il reggae, hip hop e anche musica brasiliana. La band ha usato dei campioni con un Akai S 2000 sulle loro tracce.

## Spot pubblicitari
La canzone Whistle presente nell'album 3 at Last è stata utilizzata nel 2011 come colonna sonora nello spot di Costa Crociere, nel 2012 in quello della Renault Twingo e nel 2024/25 nello spot Plenitude.

## Discografia
- Nickson (1999)
- Party (2000)
- Act 1 (2001)
- The Catalogue of... (2002)
- 2nd Round (2004)
- 3 at Last (2008)